# Бібліотеки Мелітополя
Бібліотечна система Мелітополя — мережа, що об'єднує 5 бібліотек Мелітополя, діє з 1978 року.

## Історія
До 1904 року загальнодоступних бібліотек у Мелітополі не було. У місті діяли тільки бібліотеки в школах та інших навчальних закладах, і працювало 3 книжкових магазини.
На початку 1904 мелітопольська інтелігенція виступила з ініціативою створення загальнодоступної бібліотеки, і в травні 1904 така бібліотека, організована на приватні пожертвування, була відкрита. У бібліотеці працювали дорослий і дитячий абонементи та читальня. Велику фінансову допомогу бібліотеці надавало «Товариство допомоги бідним євреям міста», а коли у 1910—1911 роках товариство побудувало триповерховий будинок, бібліотека розмістилася на його третьому поверсі. Першою завідувачкою бібліотеки була Розеля Ісаківна Рамм, також відома своєю революційною діяльністю. Після встановлення в Мелітополі Радянської влади бібліотека перейшла у відання повітової політосвіти і отримала статус центральної.
У 1924 році бібліотека отримала значні кошти на перебудову приміщення та організацію роботи. Як центральна бібліотека Мелітопольського округу, мелітопольська бібліотека організовувала бібліотечне обслуговування на селі. Зокрема, до 1925 року було створено понад 40 пересувних бібліотек.
У 1920-ті роки в бібліотеці був створений відділ дитячої літератури з фондом близько 20 тисяч примірників. Працював відділ читача-початківця — для учнів лікнепу. 25 травня 1929 відбулося святкування 25-річчя Мелітопольської окружний бібліотеки, в якому взяли участь Володимир Сосюра і Сава Божко.
У 1930 році книжковий фонд Мелітопольської окружний бібліотеки налічував близько 120 000 примірників, бібліотека мала відділи дитячої літератури, читача-початківця, дорослий абонемент, дитячу читальню, мережу пересувних бібліотек. У 1939 році Мелітопольська центральна бібліотека займала триповерхову будівлю і мала книжковий фонд у 120 000 примірників.
У роки німецько-радянської війни значна частина книжкового фонду бібліотеки загинула. Але близько 65 000 книг були врятовані бібліотекарями Чубач, Алехнович і Сергуніною, які відшукували книги серед міських руїн і в кошиках переносили їх у тайник. Після звільнення Мелітополя бібліотека розташувалася в будівлі по вулиці Свердлова, 22. У жовтні 1949 їй присвоєно ім'я Михайла Юрійовича Лермонтова.
У 1978 відбулася централізація бібліотек Мелітополя. Директорами централізованої бібліотечної системи (ЦБС) були: Варвара Василівна Сосніна (у 1978—1980 роках), Галина Іванівна Чаплига (1980—1984 роки) і Любов Олександрівна Сінегіна (з 1 січня 1985).
На 1 січня 1990 року в Мелітополі працювало 98 бібліотек різних систем і відомств, у тому числі 10 бібліотек у складі ЦБС.
З 1991 року в бібліотечній сфері почалася криза: кількість бібліотек скоротилося до 83, були ліквідовані партійна і профспілкова бібліотечні системи, у 1997 році закрились 4 філії міської ЦБС (бібліотеки ім. Н. Крупської, ім. Л. Українки, ім. З. Космодем'янської та ім. А. Чехова).
Нині до складу Мелітопольської центральної бібліотечної системи входять 5 бібліотек.
Станом на 2009 рік книжковий фонд становить близько 305 тисяч примірників, число користувачів — більше 29 000, кількість відвідувань — близько 160 000 на рік.

## Мережа

### Центральна міська бібліотека ім. М.Ю.Лермонтова
(пл. Перемоги, 1)

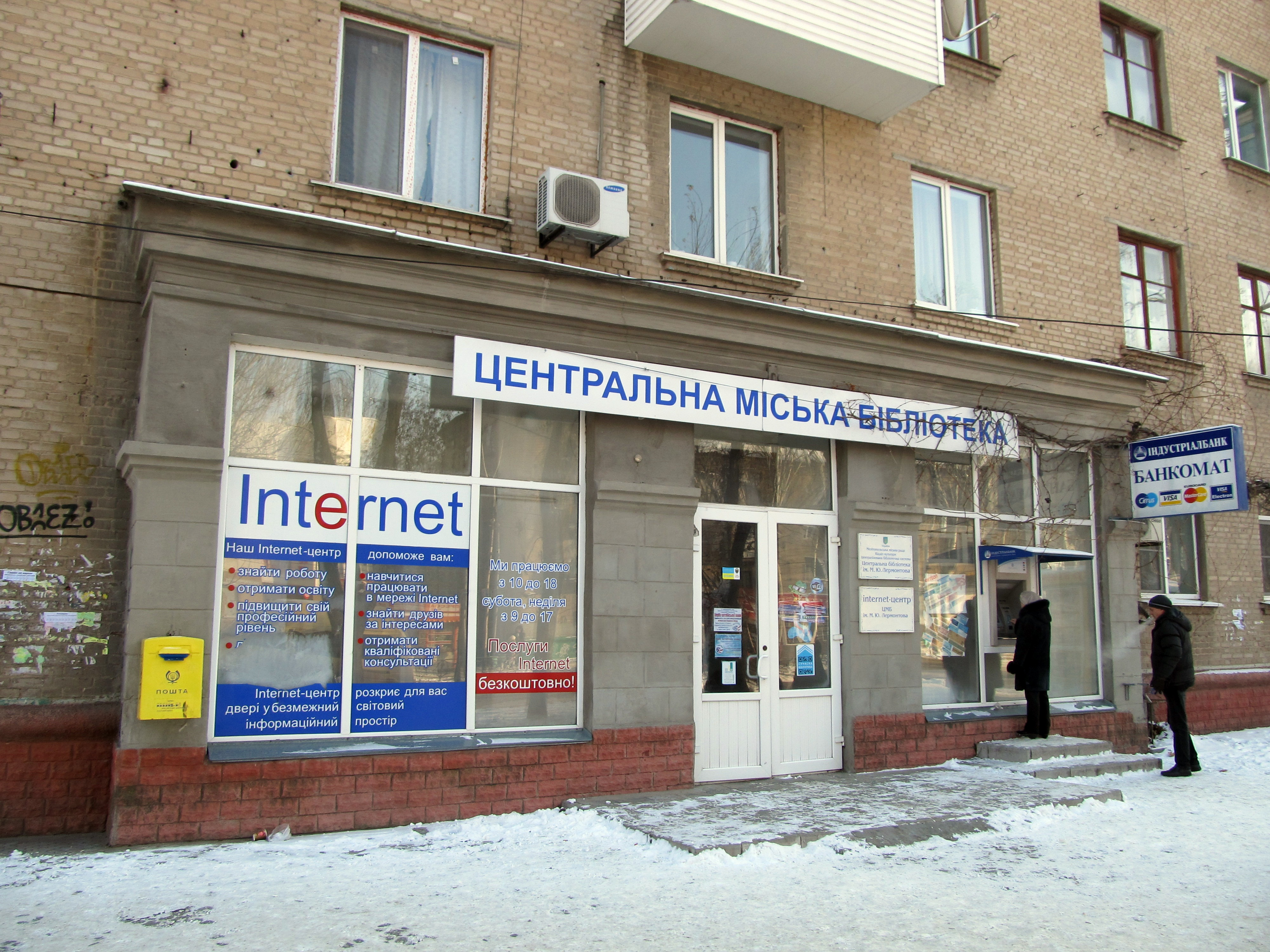
Бібліотека ім. М. Ю. Лермонтова

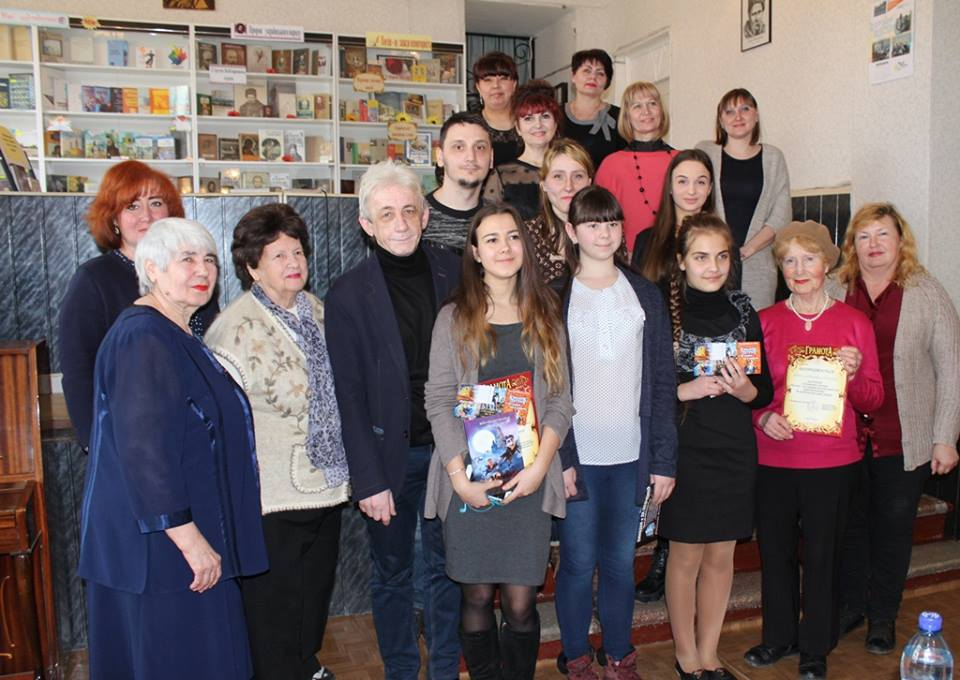

Бібліотека була відкрита у 1904 році у місті Мелітополі, ставши першою публічною бібліотекою в місті. Вона була створена з пожертвуваних приватними особами книг і розташовувалася в невеликому приміщенні з виходом на Воронцовську вулицю. У бібліотеці працювали абонемент для дорослих і дітей і невелика читальня. Приблизно у 1910—1911 роках товариство допомоги бідним євреям побудувало великий триповерховий будинок на Маріїнський вулиці (нині вулиця Свердлова, 25), третій поверх якого був відведений для бібліотеки.
У 1939 році бібліотека стала називатися міською центральною бібліотекою і займала вже всю триповерхову будівля по вулиці Свердлова, 25.
У роки війни будинок бібліотеки було зруйновано. Після звільнення Мелітополя бібліотека була розміщена в іншій будівлі, на вулиці Свердлова, 22. У жовтні 1949 року бібліотеці було присвоєно ім'я Михайла Лермонтова, а в 1978 році вона стала центральною бібліотекою Мелітопольської централізованої бібліотечної системи.
У бібліотеці працюють читальний зал, абонемент, інтернет-центр, відділ комплектування та обробки літератури. За рік бібліотека обслуговує 9000 читачів (50 000 відвідувань) і видає 200 000 одиниць бібліотечного фонду.

### Центральна дитяча бібліотека «Мальвіна» (ім. А. Гайдара)
(просп. Богдана Хмельницького, 5)

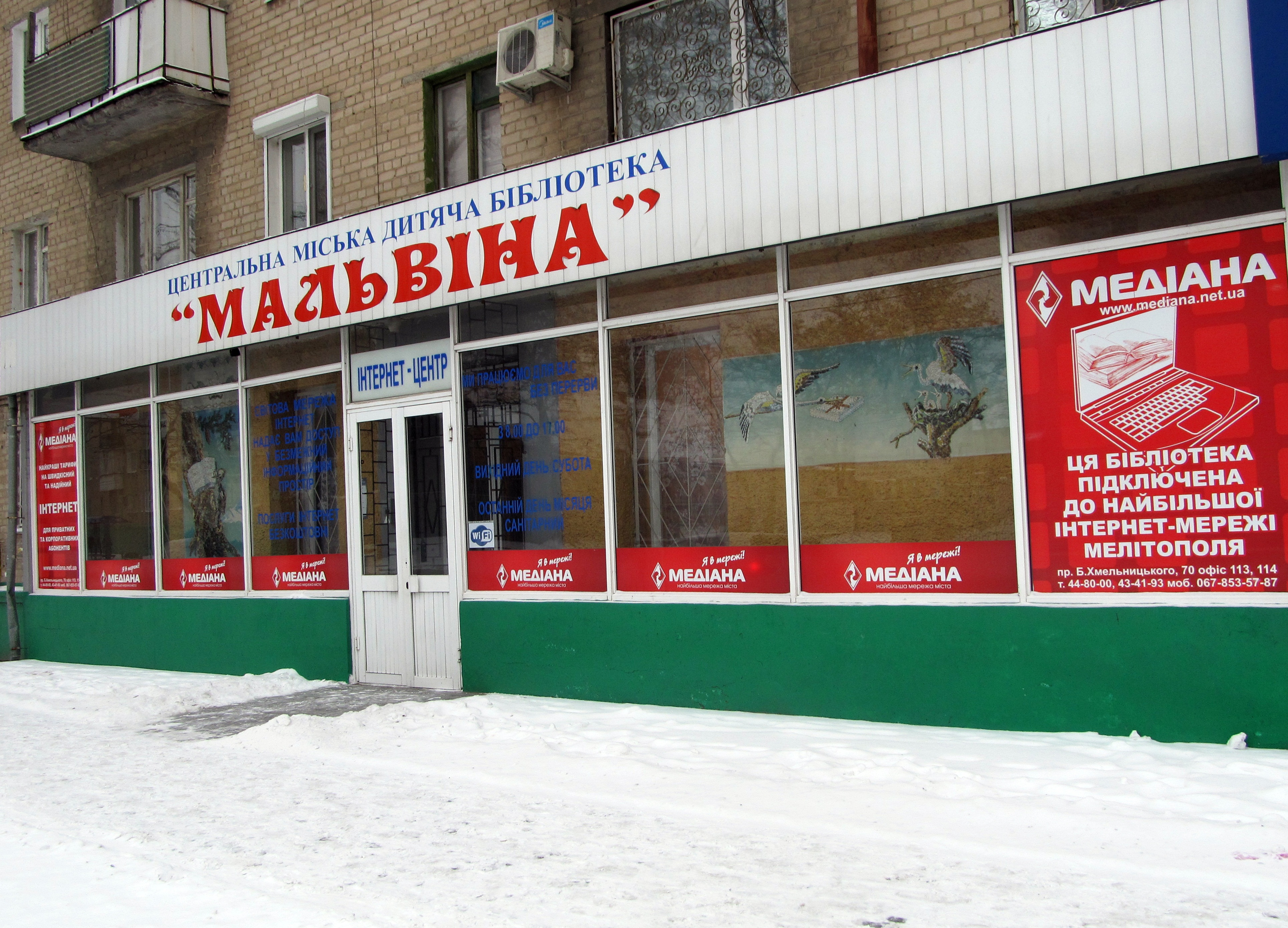
Дитяча бібліотека «Мальвіна»

Бібліотека розпочала свою роботу в 1938 році і спочатку розташовувалася в одній з кімнат Палацу піонерів. Фонд бібліотеки становив 6700 примірників, обслуговувалося 2400 читачів. У свою нинішню будівлю бібліотека переїхала в 1950-і роки.
Зараз бібліотека ім. А. Гайдара, обслуговуючи 6000 читачів на рік, є найбільшою міською дитячою бібліотекою в Запорізькій області.

### Бібліотека ім. М. Горького
(бул. 30-річчя Перемоги, 7)

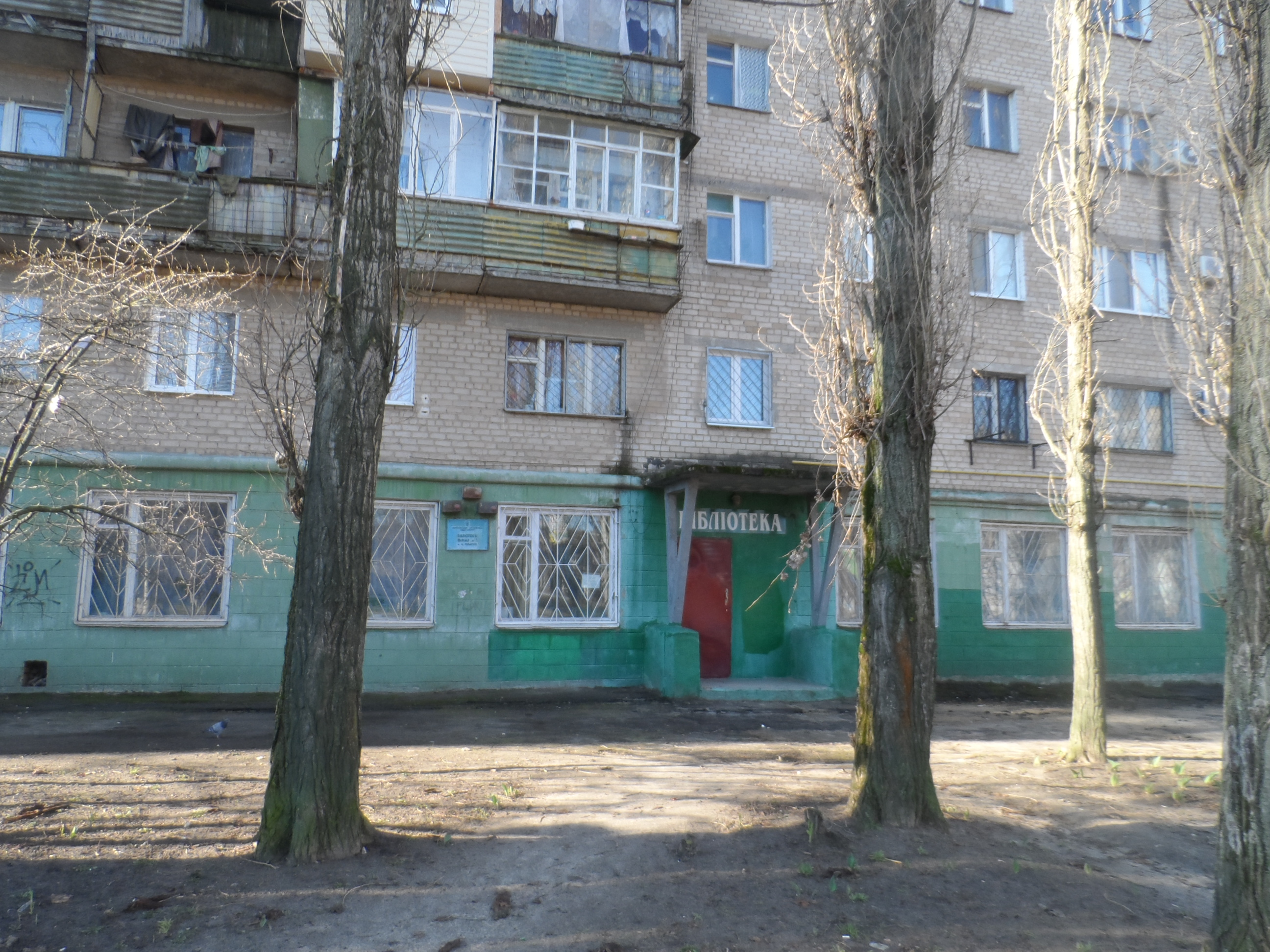
Бібліотека ім. М. Горького

Бібліотека була відкрита 1 липня 1968 року і спочатку розміщувалася за адресою вул. Гризодубової, 43 (зараз вул. Казарцева, 6). У жовтні-листопаді 1970 року бібліотека була переведена в своє нинішнє приміщення. У 1978 році бібліотека увійшла до складу Мелітопольської централізованої бібліотечної системи як бібліотека-філія № 1.

### Бібліотека ім. В.В.Маяковського
(вул. Дзержинського, 424)
Бібліотека ім. В. В. Маяковського розпочала свою роботу 10 жовтня 1952. Спочатку вона знаходилася по вул. 40 років Жовтня, 127, у невеликому приватному будинку з двох кімнат з пічним опаленням. Книжковий фонд налічував 3000 примірників книг і журналів. У 1978 році бібліотека увійшла до складу Мелітопольської централізованої бібліотечної системи як бібліотека-філія № 3. У 1985 році бібліотека отримала нове приміщення, в якому знаходиться і зараз.
У бібліотеці працюють абонемент, читальний зал, дитяча та юнацька кафедри, інтернет-центр.

### Бібліотека ім. Т.Г.Шевченка
(вул. Дружби, 220)
Бібліотека ім. Т. Г. Шевченка була відкрита у 1961 році. У 1978 році вона увійшла до складу Мелітопольської централізованої бібліотечної системи як бібліотека-філія № 5.
У бібліотеці працюють абонемент, читальний зал, інтернет-центр.